# 앙리 카르티에 브레송
앙리 카르티에 브레송(프랑스어: Henri Cartier-Bresson, 1908년 8월 22일~2004년 8월 3일)은 프랑스의 세계적인 사진작가이다.
현대 사진에 큰 영향을 준 작가로, 보도 사진이 예술로 인정받는 데 큰 기여를 하였다. 일상적인 리얼리티를 잘 반영하고 절묘하게 순간을 잡아내는 '결정적 순간'으로 알려진 그의 작품들은 세계적으로 매우 유명하며, 1947년 헝가리의 사진작가 로버트 카파 등과 함께 보도사진 작가그룹인 매그넘 포토스를 세웠다. 라이카(leica)사진 기술의 대표적인 거장이다. 1947년 '브레송사진집' 을 시작으로 여러 작품집을 출간하였고, 세계 곳곳에서 작품전시회를 개최하였다. 대한민국에서는 2005년 5월 21일부터 7월 17일까지 예술의 전당 디자인 미술관에서 '찰나의 거장전'이라는 이름으로 앙리 카르티에 브레송 작품 전시회를 개최한 바 있다.

## 약력
- 1908년 8월 22일, 프랑스 세느-에-마르느의 샹틀루에서 커다란 섬유회사의 아들로 태어남. 콩도르세 중학교에서 수학했으나 졸업장을 받지는 못했음.
- 1927-28년 20세, 앙드레 로트(Andre Lhote)에게서 그림을 배움.
- 1930년 22세, 본격적으로 사진을 공부.
- 1931년 23세, 아프리카의 오지에서 생활. 흑수열병에 걸려 프랑스에 돌아옴.
- 1932년 24세, 뉴욕의 줄리앙 레비 화랑에서 최초의 개인전시회 개최.
- 1932년 24세, 2년 동안 스페인 지중해 연안, 멕시코, 미국의 각지를 다니면서 각종 사진을 찍음.
- 1933년 25세, 뉴욕의 줄리앙 레비 화랑에서 전시됨.
- 1936년 ~ 1939년 28세~31세, 영화감독 장 르누아르(Jean Renoir)의 제2조감독으로 활동.
- 1937년 29세, 라트나 모히니와 결혼. 현장 보도 사진을 찍기 시작함.
- 1940년 32세, 2차 대전 중 프랑스 육군에 입대, 영화, 사진 선전대의 병사로 일하다가 독일군의 포로가 됨. 두 차례의 시도 끝에 1943년 세 번째로 탈출에 성공.
- 1945년 37세, 미국 육군정보국을 위해 석방된 전쟁포로, 추방자들의 프랑스 귀환에 대한 영화 《귀향 Le Retour》을 제작함.
- 1946년 38세, 뉴욕 현대 미술관에서 작고사진작가전의 착오를 정정하기 위해 미국에서 지냄.
- 1947년 39세, 뉴욕 현대미술관에서 개인전이 개최됨. 36년 당시 신문사 사진부 입사 시험에서 떨어질 때 알게 된 로버트 카파, 데이비드 시모어, 조지 로저 등 4명의 프리랜서 사진작가들과 함께 전 세계 사진 공급 업체인 "매그넘포토즈(Magnum Photos)"사를 설립.
- 1948년 ~ 1950년 40세 ~ 42세, 동양(인도, 버마, 파키스탄, 중국, 인도네시아 등)을 돌아다니며 사진을 찍음.
- 1952년 44세. 호화 사진집 《숨겨진 영상(Images à la sauvette)》을 출판. 영문판인 《결정적 순간(The Decisive Moment)》으로 오늘날 널리 알려져 있음.
- 1954년 46세, 《발리섬의 춤》 출판.
- 1955년 47세, 《하나의 중국에서 또 하나의 중국으로》, 《모스크바 사람들》, 《유럽인》 등의 작품집 출판. 루브르 박물관 회고전 개최.
- 1965년 57세, 파리 장식미술박물관 개인전시회 개최. 유럽, 미국, 일본 순회 개인전시회 개최. 일본 아사히 신문사의 초청으로 일본 방문.
- 1963년 55세, 쿠바에서 활동함.
- 1963년 ~ 1964년 55세 ~ 56세, 멕시코에서 활동함.
- 1965년 57세, 인도에서 활동함.
- 1966년 58세, 동경 케이오 백화점에서 '결정적 순간, 그후'라는 사진전 열림.
- 1969년 61세, 영화 《캘리포니아 인상 Impressions of California》을 제작함.
- 1971년 63세, 영화 《남부 촬영 Southern Exposures》을 제작함.
- 1971년 63세, 《카르티에 브레송의 프랑스 Cartier-Bresson's France》 출간.
- 1972년 64세, 《아시아의 얼굴 The Face of Asia》출간.
- 1974년 66세, 《러시아에 대하여 About Russia》 출간.
- 1974년 이후 그림과 디자인에 몰두하며 활동이 거의 없이 은둔 칩거(蟄居).
- 2004년, 8월 2일 96세로 세상을 떠남.

## 출판물
- 《브레송사진집》 (1947)
- 《결정적 순간》(The Decisive Moment)/《숨겨진 영상》(Images à la sauvette) (1952)
- 《발리섬의 춤》 (1954)
- 《유럽인》 (1955)
- 《하나의 중국에서 또 하나의 중국으로》 (1955)
- 《모스크바 사람들》 (1955)
- 《카르티에 브레송의 프랑스 Cartier-Bresson's France》 (1971)
- 《아시아의 얼굴 The Face of Asia》 (1972)
- 《러시아에 대하여 About Russia》 (1974)

### 한국어판
- 《앙리 카르티에-브레송 그는 누구인가: 카이로스의 시선으로 본 세기의 순간들》 (2006)
- 《영혼의 시선: 앙리 카르티에-브레송의 사진 에세이》 (2006)
- 《내면의 침묵: 앙리 카르티에-브레송이 찍은 시대의 초상》 (2006)

## 어록
- "나에게 있어서, 사진의 내용은 형식과 분리될 수가 없다. 형태에 의해서 표면, 선, 명암의 상호작용의 엄격한 구성을 의미한다. 우리들의 개념과 정서가 굳어지고 전달될 수 있는 것은 이런 구성 내에서만이다. 사진에 있어서 시각적인 구성은 오직 훌륭한 직관으로부터 생겨날 수 있다."
- "라이카는 어떤 모티브를 항상 정확히 포착하고 기동적으로 조작할 수 있는 가장 이상적인 카메라"

## 같이 보기
- 로버트 카파